# Tivadar Kosztka Csontváry

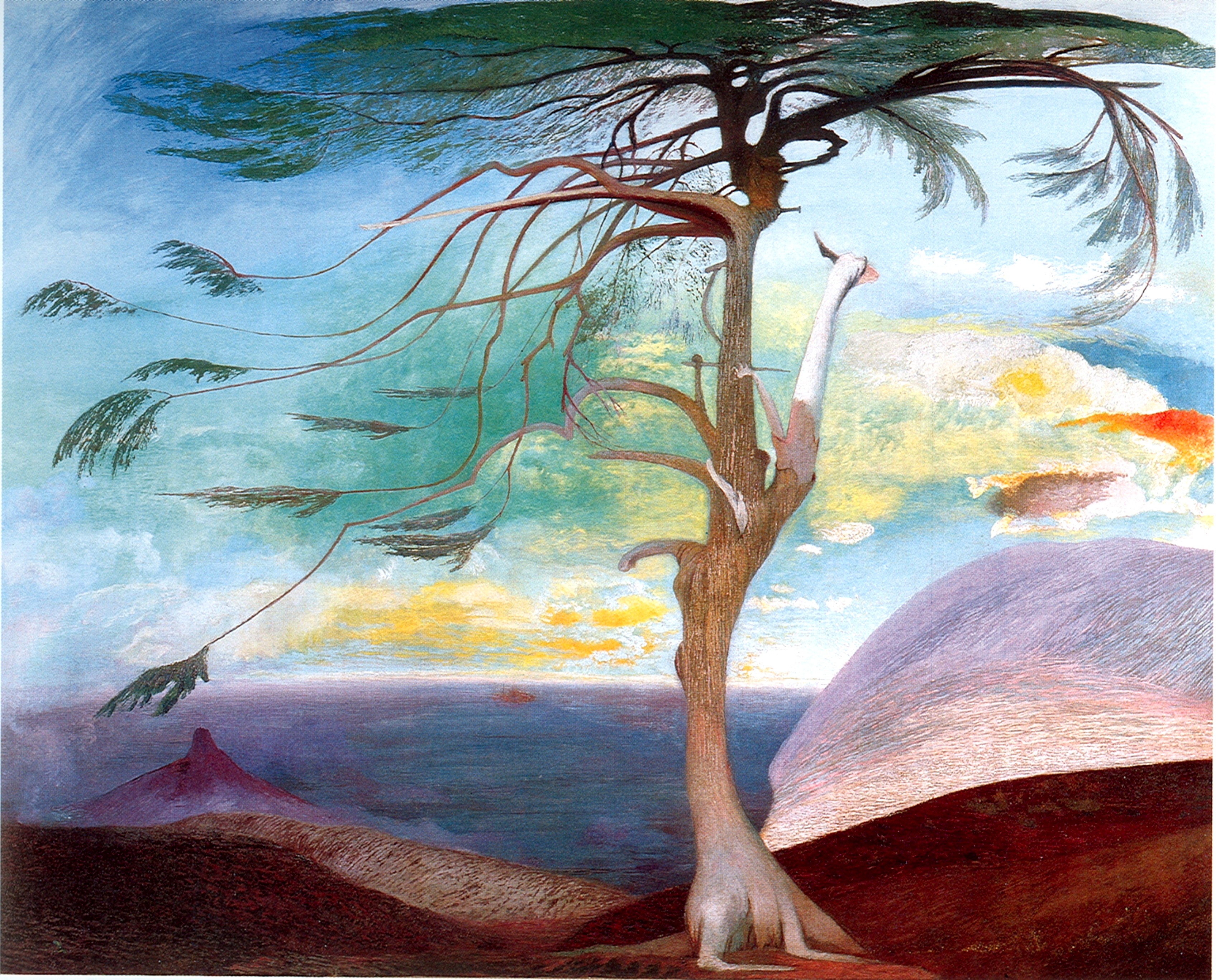
Il Cedro Solitario; olio su tela, 194 x 248 cm, 1907, Museo Csontváry, Pécs

Tivadar Csontváry Kosztka (AFI: ˈtivɒdɒr ˈʧontvaːri ˈkostkɒ; Sabinov, 5 luglio 1853 – Budapest, 20 giugno 1919) è stato un pittore ungherese.

## Biografia

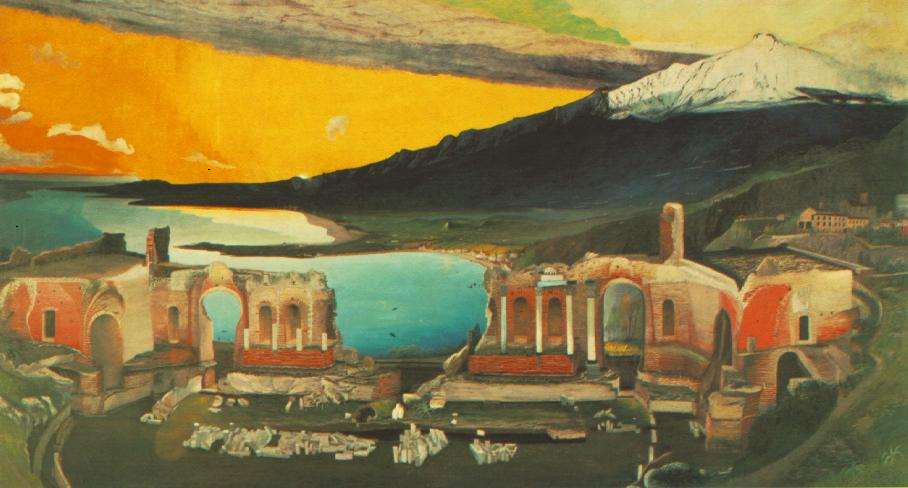
Le rovine del teatro greco di Taormina; olio su tela, 302 x 570 cm, 1904-1905, Galleria Nazionale Ungherese, Budapest

Nacque a Kisszeben (oggi Sabinov, Slovacchia) e fino ai vent'anni fu farmacista. Il 13 ottobre 1880, durante un soleggiato pomeriggio - aveva 27 anni - ebbe l'esperienza di una visione mistica. Sentì una voce che diceva “Sarai il più grande pittore dell'eclittica, migliore di Raffaello” («Te leszel a világ legnagyobb napút festője, nagyobb Raffaelnél»).
Iniziò così un viaggio per l'Europa, visitò le gallerie del Vaticano, quindi tornò a casa per metter da parte i soldi necessari per i suoi viaggi, lavorando come farmacista. Dal 1890 in poi viaggiò per tutto il mondo. Visitò Parigi, il Mediterraneo (Dalmazia, Italia, Grecia), il Nordafrica ed il Medio Oriente (Libano, Palestina, Egitto, Siria) e dipinse.
Realizzò i suoi maggiori lavori tra il 1903 e il 1909. Partecipò ad alcune esibizioni a Parigi (1907) e nell'Europa occidentale. La maggior parte delle critiche riconoscevano le sue abilità, la sua arte e la congenialità, ma in Ungheria, durante la sua vita, fu considerato un tipo eccentrico per varie ragioni, ad esempio per il suo vegetarismo, anti-alcoolismo, anti-nicotinismo, pacifismo, per il suo talento ma soprattutto per la sua apparente schizofrenia ed i suoi ombrosi, profetici scritti e pamphlet sulla sua vita (Curriculum), sul suo genio (L'Autorità, Il Genio) e la sua religione filosofica (Il Positivismo). Anche se poi fu acclamato, la sua vita visionaria ed il suo stile espressionista non trovarono molta comprensione. Solitario di natura, il suo equilibrio mentale venne meno quando si profilò qualche insuccesso e ciò si riscontrò anche nella sua creatività. Poco egli seppe, pochi anni prima della sua morte, riguardo l'intero museo a Pécs, Ungheria, dedicato ai suoi dipinti e che l'apprezzamento mondiale delle sue opere sarebbe stato in costante ascesa. Molti pittori, ad esempio Pablo Picasso, aggiunsero una pietra sul suo cairn.
Dipinse più di un migliaio di opere, tra le quali la più famosa ed emblematica è probabilmente Magányos cédrus (Il Cedro Solitario). La sua arte si connette con il post-impressionismo e con l'espressionismo, ma effettivamente fu un autodidatta e non può essere classificato in un esatto stile - egli si considerava come uno dei pittori "sunway" (parola creata da lui). Fu uno dei più eccentrici e notevoli pittori ungheresi.
Nel 1980 gli venne dedicato il lungometraggio Csontváry di Zoltán Huszárik.

## Opere

### Dipinti

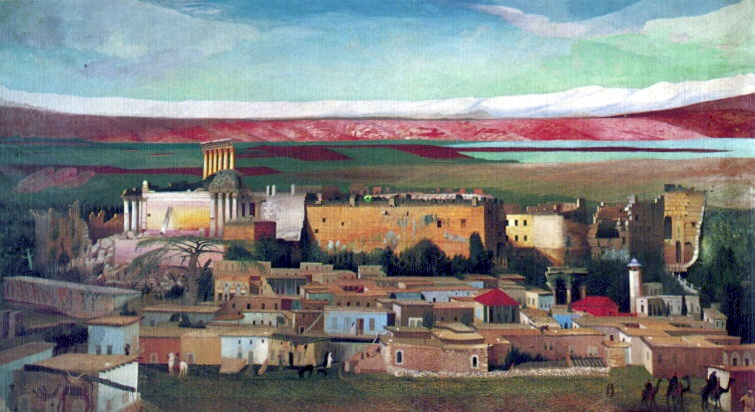
Baalbek, olio su tela, 714.5 × 385 cm, 1906, Museo Csontváry, Pécs
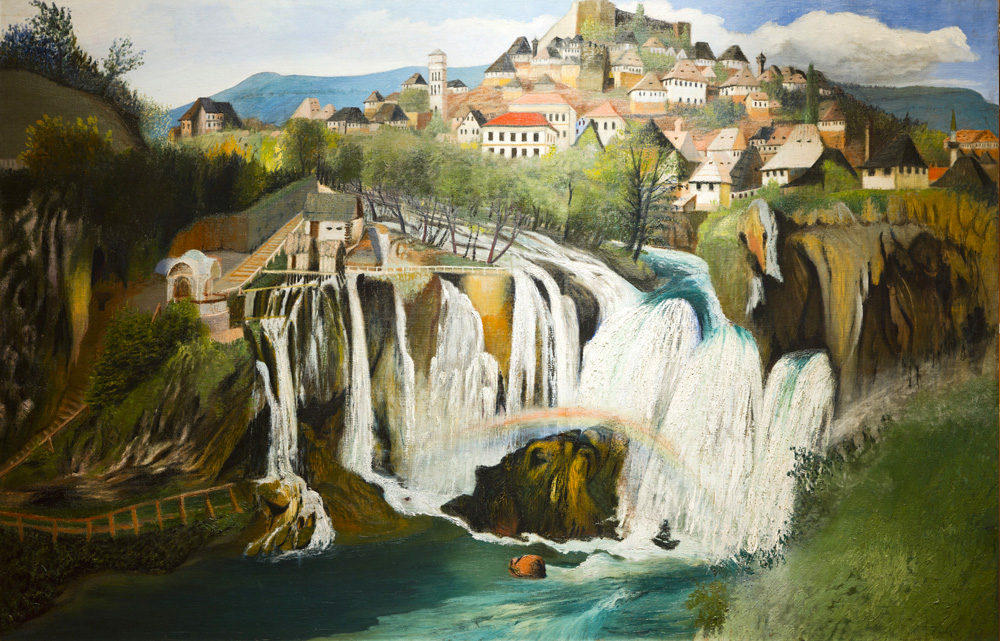
Cascata di Jajce, olio su tela, 149 × 97 cm, 1903, Museo Csontváry, Pécs
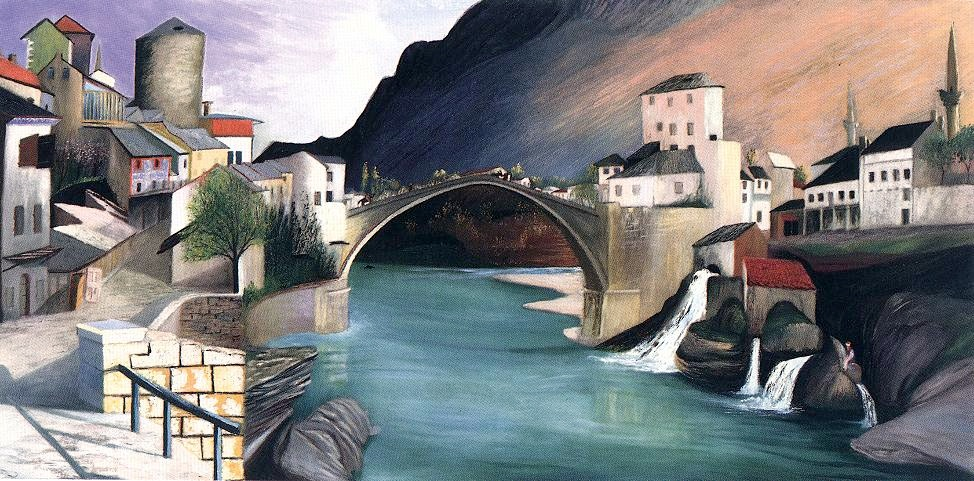
Ponte di Mostar, olio su tela, 185 × 92 cm, 1903, Museo Csontváry, Pécs
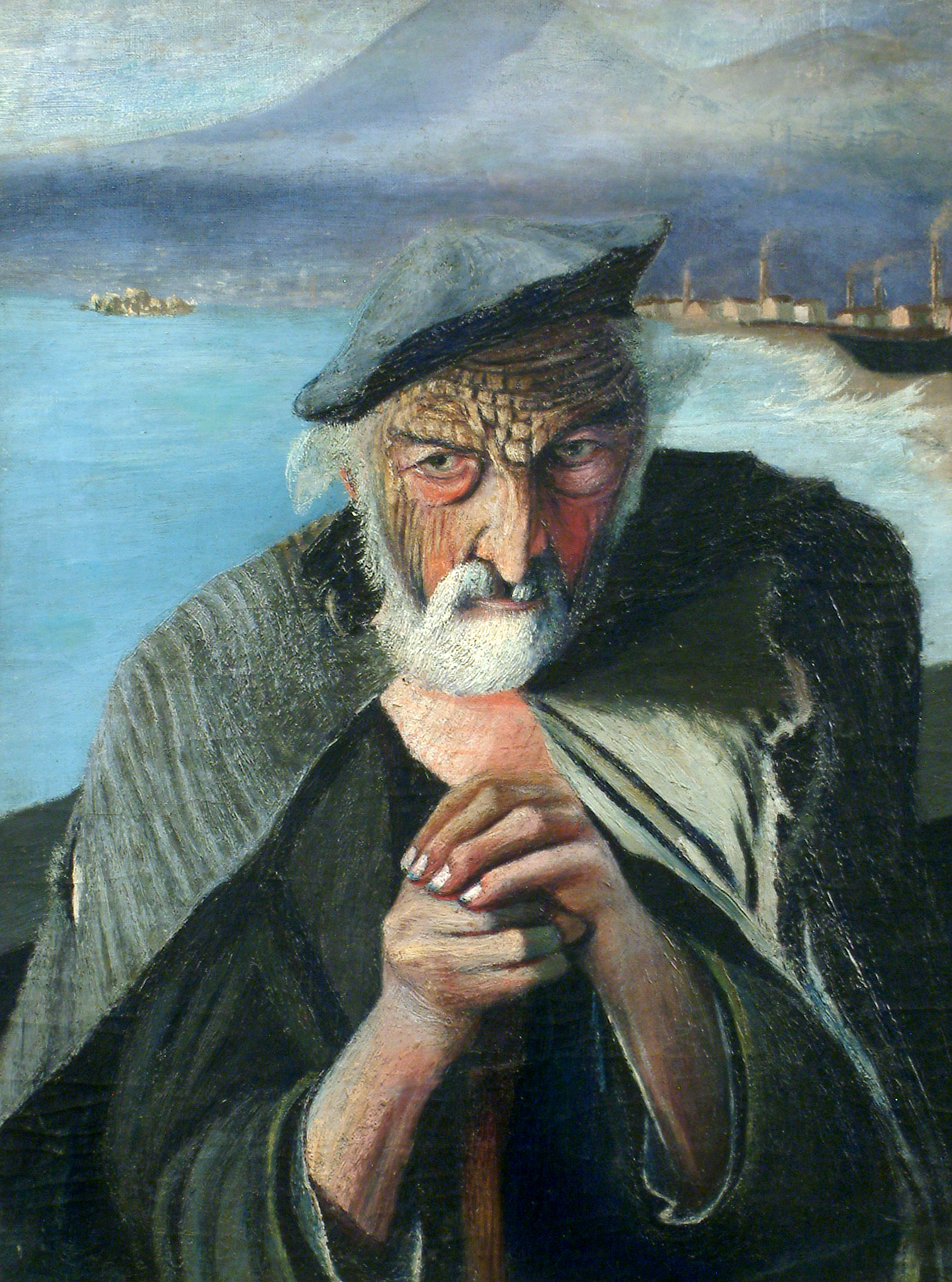
Pescatore vecchio, olio su tela, 45 × 59.5 cm, 1902, Museo Ottó Herman, Miskolc
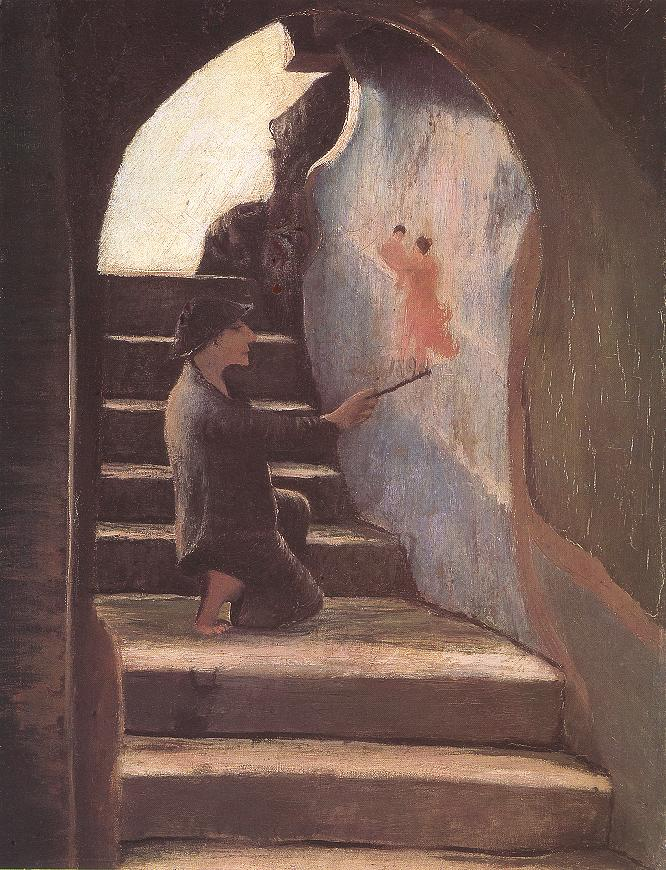
Pittore giovane, olio su tela, 38,5 x 29 cm, 1898, Galleria Nazionale Ungherese, Budapest
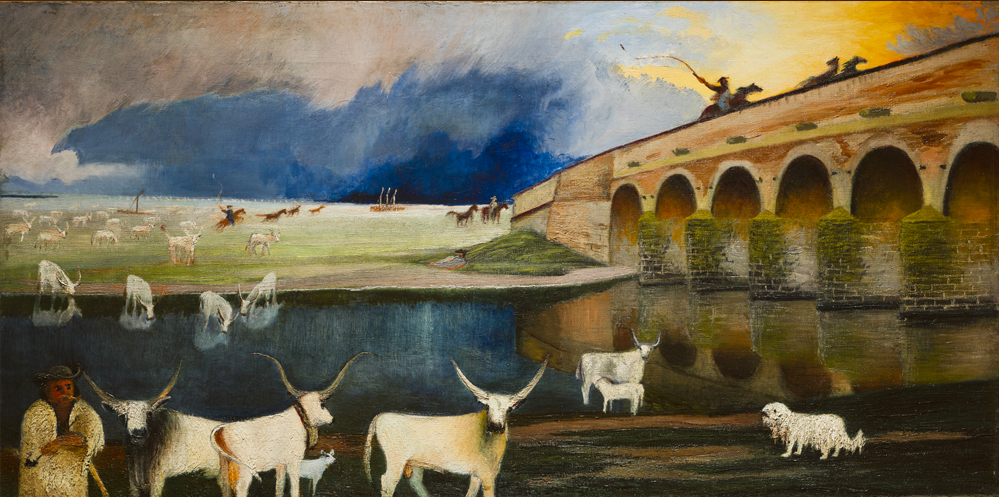
Tempesta in Hortobágy, olio su tela, 117 × 59 cm, 1903, Museo Csontváry, Pécs
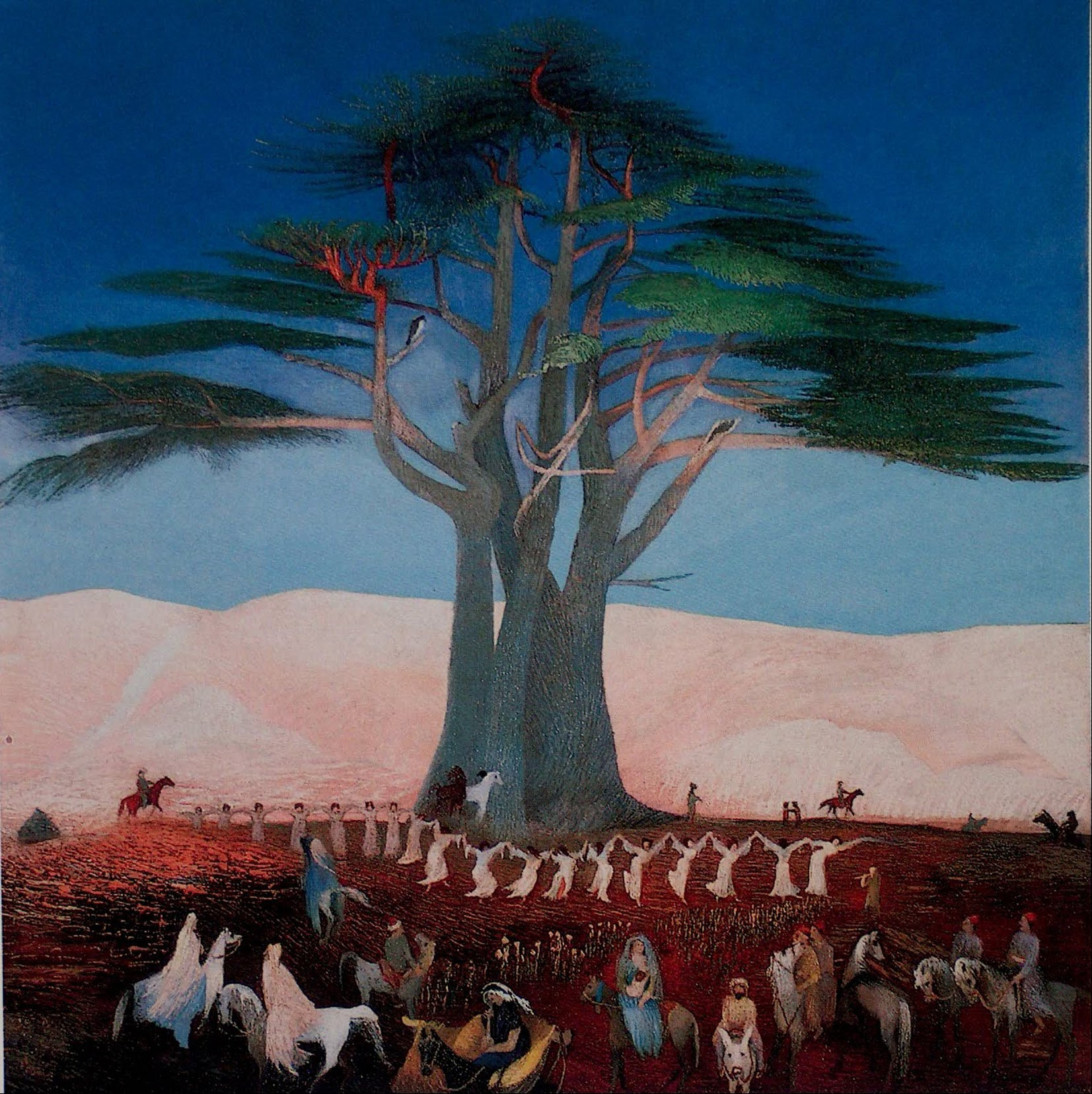
Pellegrinaggio ai cedri in Libano, olio su tela, 205 × 200 cm, 1907, Galleria Nazionale Ungherese, Budapest
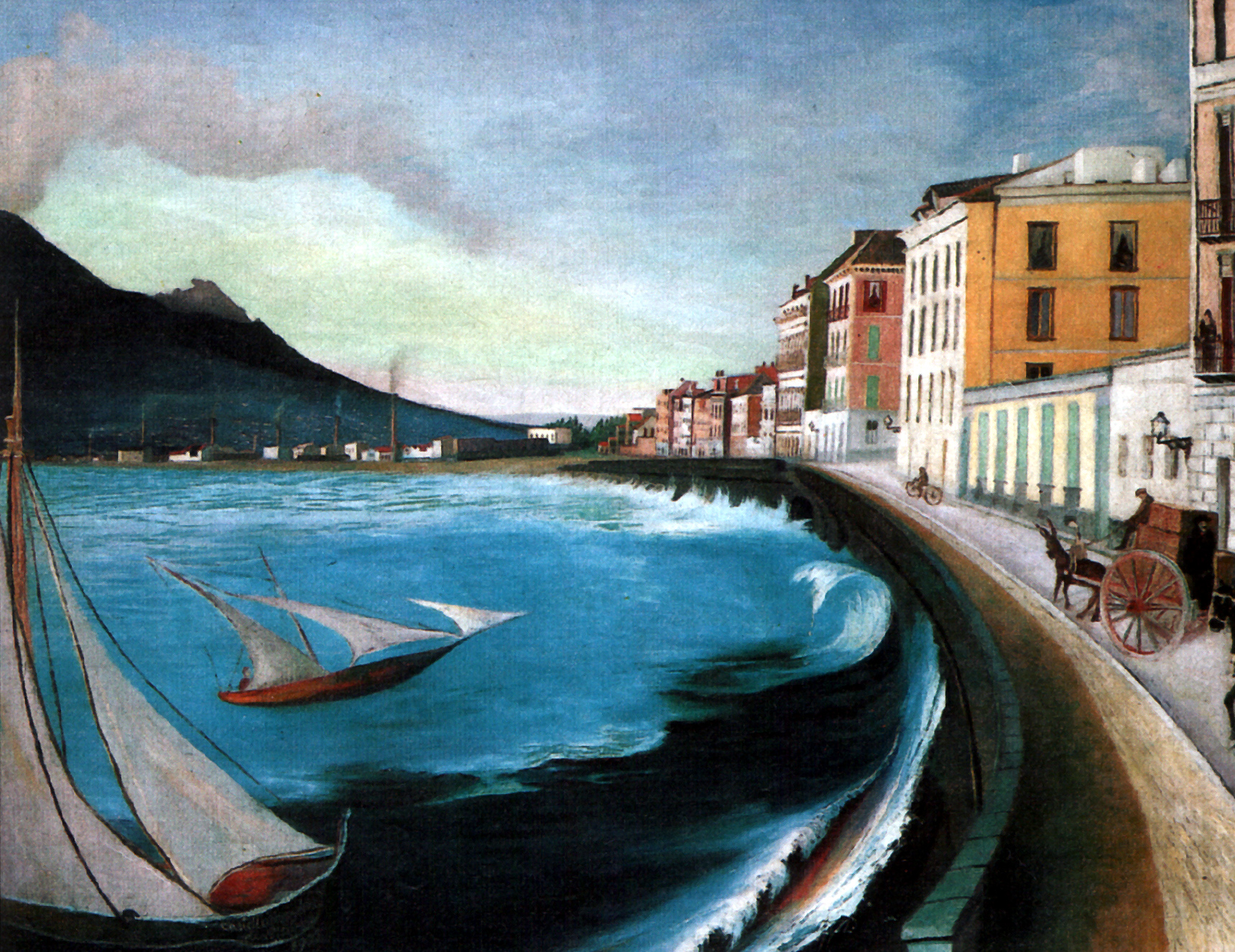
Castellamare di Stabia, olio su tela, 120 × 101 cm, 1902, Museo Csontváry, Pécs

### Scritti
- Energia ed arte. L'errore dei popoli civilizzati (Energia és művészet. A kultúrember tévedése.) Budapest, 1912.
- Cima. Chi può essere e chi non può essere un genio (A lángész. Ki lehet és ki nem lehet zseni.) Budapest, 1913.
- Autobiografia (Önéletrajz.).
- Il Positivo (A Pozitívum.).
- L'Autorità (A Tekintély.).